# Mari
Mari là một đô thị thuộc bang Paraíba, Brasil. Đô thị này có diện tích 154,726 km², dân số năm 2007 là 20634 người, mật độ 133,4 người/km².